# Kardinálovití
Kardinálovití (Cardinalidae) jsou čeleď amerických pěvců z podřádu zpěvní. Jejím nejznámějším rodem je kardinál (Cardinalis). Je třeba si dát pozor na rod Paroaria, kterému se sice v angličtině i češtině (a řadě dalších jazyků) rovněž říká kardinál, ale do čeledi kardinálovitých nepatří.